# Mesitilene
Il mesitilene (o 1,3,5-trimetilbenzene) è un composto organico. Appartiene alla classe degli alchilbenzeni, e la sua molecola è composta da un anello benzenico al quale sono legati 3 gruppi metile.
È uno dei tre isomeri del trimetilbenzene, gli altri sono l'1,2,3-trimetilbenzene (emellitene) e l'1,2,4-trimetilbenzene (pseudocumene).

## Preparazione
Viene preparato facendo reagire acetone e acido solforico o per trimerizzazione del metilacetilene in acido solforico. L'acido solforico funge in entrambi i casi da catalizzatore e agente deidratante.

## Usi
Viene spesso usato come solvente nella ricerca e nell'industria. In particolare per le resine, gomme e nitrocellulose, ma anche nella produzione di lacche, vernici e colori. Viene utilizzato in misura minore anche come intermedio per la produzione di altri composti chimici (come gli antiossidanti).
Nell'industria dell'elettronica, il mesitilene è usato nello sviluppo delle fotografie.
Essendo anche un prodotto della combustione, è uno dei principali composti organici volatili presenti in ambito urbano ed ha un significante ruolo negli aerosol e nella formazione dell'ozono della troposfera.

## Proprietà chimiche
Il mesitilene è infiammabile ed è una molecola apolare, infatti a causa della sua simmetria molecolare il momento di dipolo complessivo è sostanzialmente nullo.

### Stabilità e reattività
Il prodotto è generalmente stabile, inoltre non è esplosivo, seppur infiammabile, ma può formare miscele vapori/aria esplosive.
Non ci sono prodotti di decomposizione pericolosi derivanti dal mesitilene.

### Reazioni pericolose
Può reagire violentemente con materiale ossigenato (comburente) ed ossidanti forti, pericolo di esplosione.

## Indicazioni di sicurezza[2]
Il mesitilene è infiammabile e irritante.

### Interventi di primo soccorso
Interventi generali di primo soccorso:
- Inalazione: portare in zona ben aerata la vittima, in caso di disturbi consultare un medico.
- Contatto con la pelle: generalmente il mesitilene non è irritante per la pelle.
- Contatto con gli occhi: lavare con acqua corrente per alcuni minuti tenendo le palpebre ben aperte.
- Ingestione: non provocare il vomito, chiamare subito un medico.

### Misure antincendio
La combustione del mesitilene produce monossido di carbonio (CO), asfissiante per mancanza di ossigeno.
In caso di incendio:
- Mezzi di estinzione idonei: CO2 o Schiuma resistente all'alcool
- Mezzi di estinzione inadatti per motivi di sicurezza: getti d'acqua.

## Indicazioni di protezione[2]
Evitare la formazione di aerosol. Tenere lontano da fonti di calore, non fumare ed adottare provvedimenti contro eventuali cariche elettrostatiche.

### Mezzi protettivi individuali
- Maschera protettiva: nelle esposizioni brevi e minime utilizzare la maschera; nelle esposizioni più intense e durature indossare l'autorespiratore. Ricorrere a respiratori solo in caso di formazione di aerosol o nebbia. Il filtro deve essere adatto a vapori organici.
- Guanti: guanti protettivi in neoprene.
- Occhiali: occhiali protettivi a tenuta.

### Norme generali protettive e di igiene
Tenere lontano da cibo, bevande e foraggi. 
Togliere immediatamente gli abiti contaminati. 
Lavarsi le mani prima dell'intervallo o a lavoro terminato.

### Limiti del composto negli ambienti
Mesitilene (TLV): 100 mg/m3, 20 ppm

### Dispersione accidentale
In caso di dispersione accidentale di quantitativi di mesitilene, indossare equipaggiamento protettivo. Allontanare le persone non equipaggiate e, in caso di vapori/polvere/aerosol, adottare protezioni respiratorie.
- Misure di protezione ambientale: in caso di infiltrazione nei corpi d'acqua o nelle fognature avvertire le autorità competenti.

Impedire infiltrazioni nella fognatura/nelle acque superficiali/nelle acque freatiche. 
- Metodi di pulitura/assorbimento: aspirare il liquido in adatto recipiente e assorbire il resto con materiale poroso (tripoli, legante di acidi, legante universale, ecc.). Provvedere, poi, ad una sufficiente aerazione.

### Stoccaggio
Non conservare a contatto con ossidanti e mantenere i recipienti ermeticamente chiusi.

### Smaltimento
Non smaltire il prodotto insieme ai rifiuti domestici, né immettere nelle fognature. Riciclare se possibile altrimenti rivolgersi ad un'azienda autorizzata per smaltimento rifiuti industriali. Lavare gli imballaggi con solventi da inviare a incenerimento.

## Immagini tridimensionali
Anaglifo 3D del Mesitilene. Per la corretta visione utilizzare gli occhialini a lenti rosse e blu.